# リアセカイ
『リアセカイ』（Rear Sekai）は、ブシロードゲームズより2023年10月12日に発売されたNintendo Switch用ゲームソフト。
2024年8月23日にSteam版が配信。

## 概要
ブシロードの新規ゲームレーベル「ブシロードゲームズ」の第1弾タイトル。現実世界とファンタジー世界の2つの世界を行き交うアクションRPG。
プロデュース担当として過去に「牧場物語シリーズ」「ルーンファクトリーシリーズ」に携わったはしもとよしふみを起用、開発についてもはしもとが代表を務めるHAKAMAが行う。

## 登場キャラクター
男性主人公
声 - 石川界人

女性主人公
声 - 大西沙織

ブラッド
声 - 小林千晃

ハジメ
声 - 水中雅章

ヒカリ
声 - 上田瞳

リサ
声 - 和多田美咲

チッタ
声 - 鈴代紗弓

ミヤビ
声 - 朝日奈丸佳

ノノ
声 - 高尾奏音